# Перода (Торино)
Перода је насеље у Италији у округу Торино, региону Пијемонт.
Према процени из 2011. у насељу је живело 49 становника. Насеље се налази на надморској висини од 192 м.